# Cyclospermum leptophyllum
Ciclospermum leptophyllum là một loài thực vật có hoa trong họ Hoa tán. Loài này được (Pers.) Eichler mô tả khoa học đầu tiên năm 1986.

## Hình ảnh

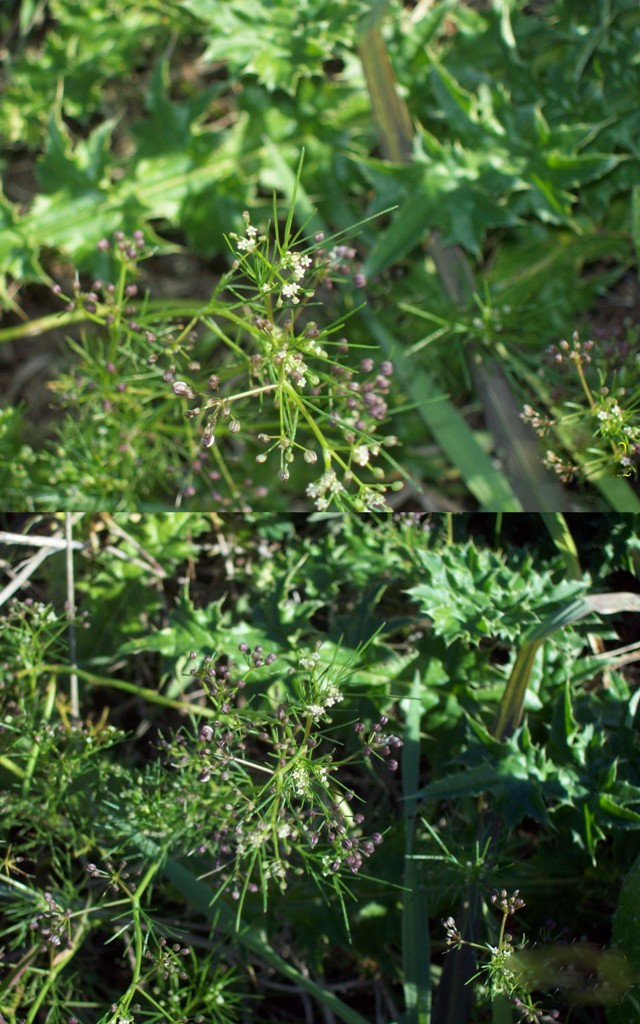
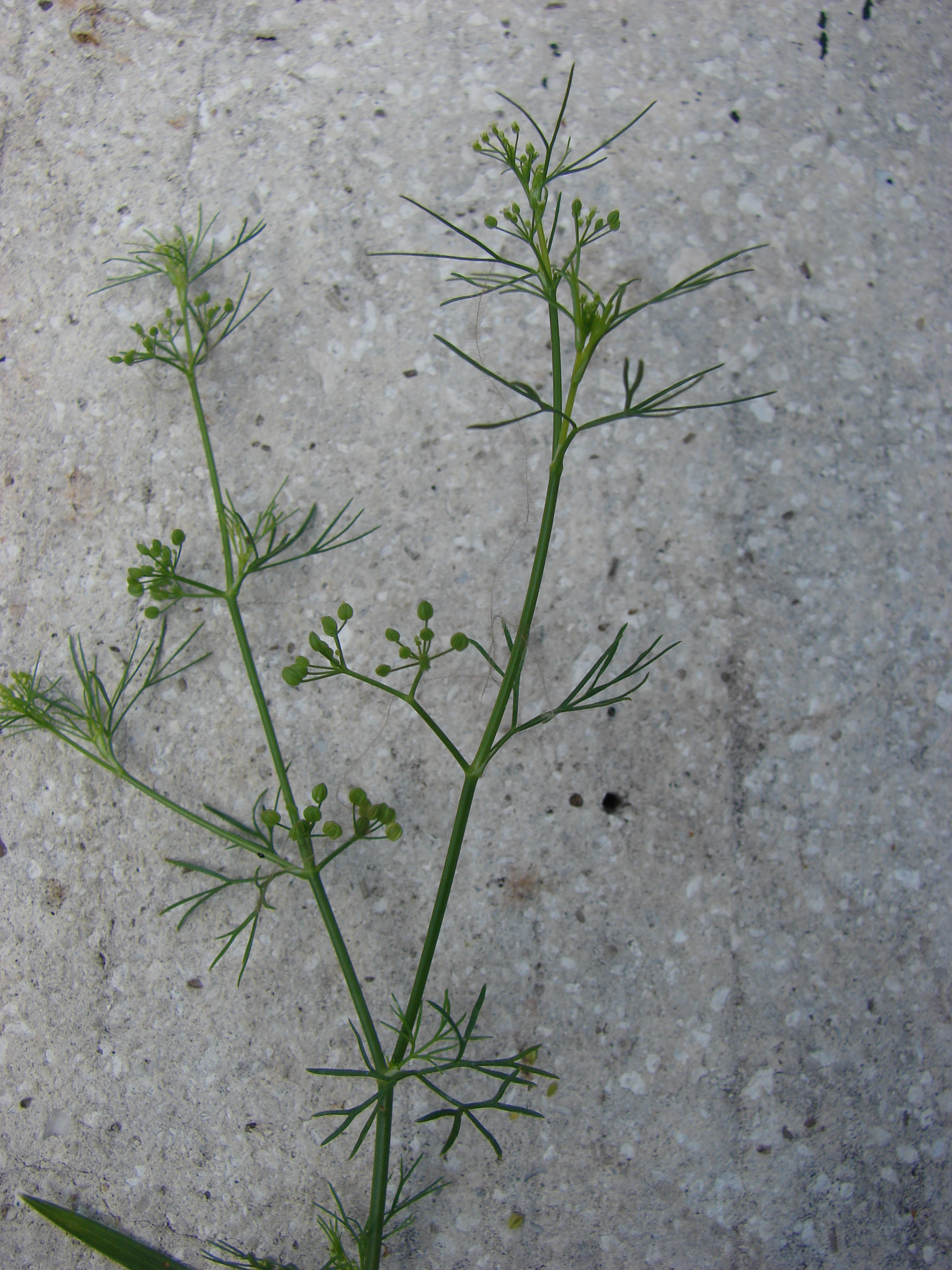
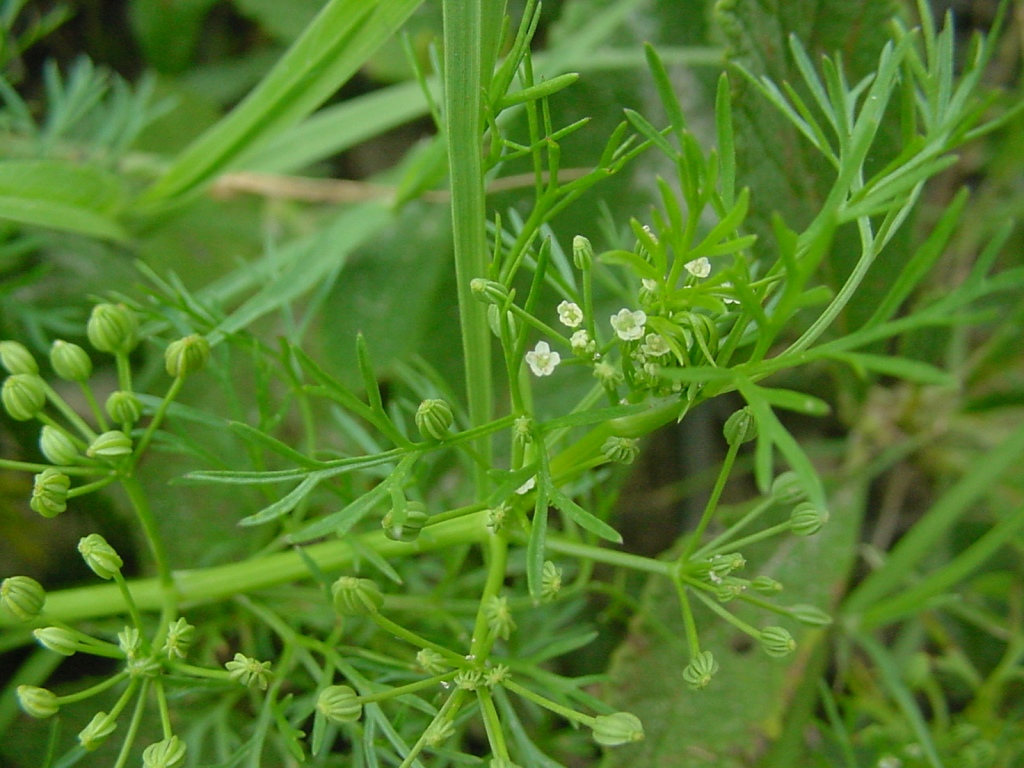
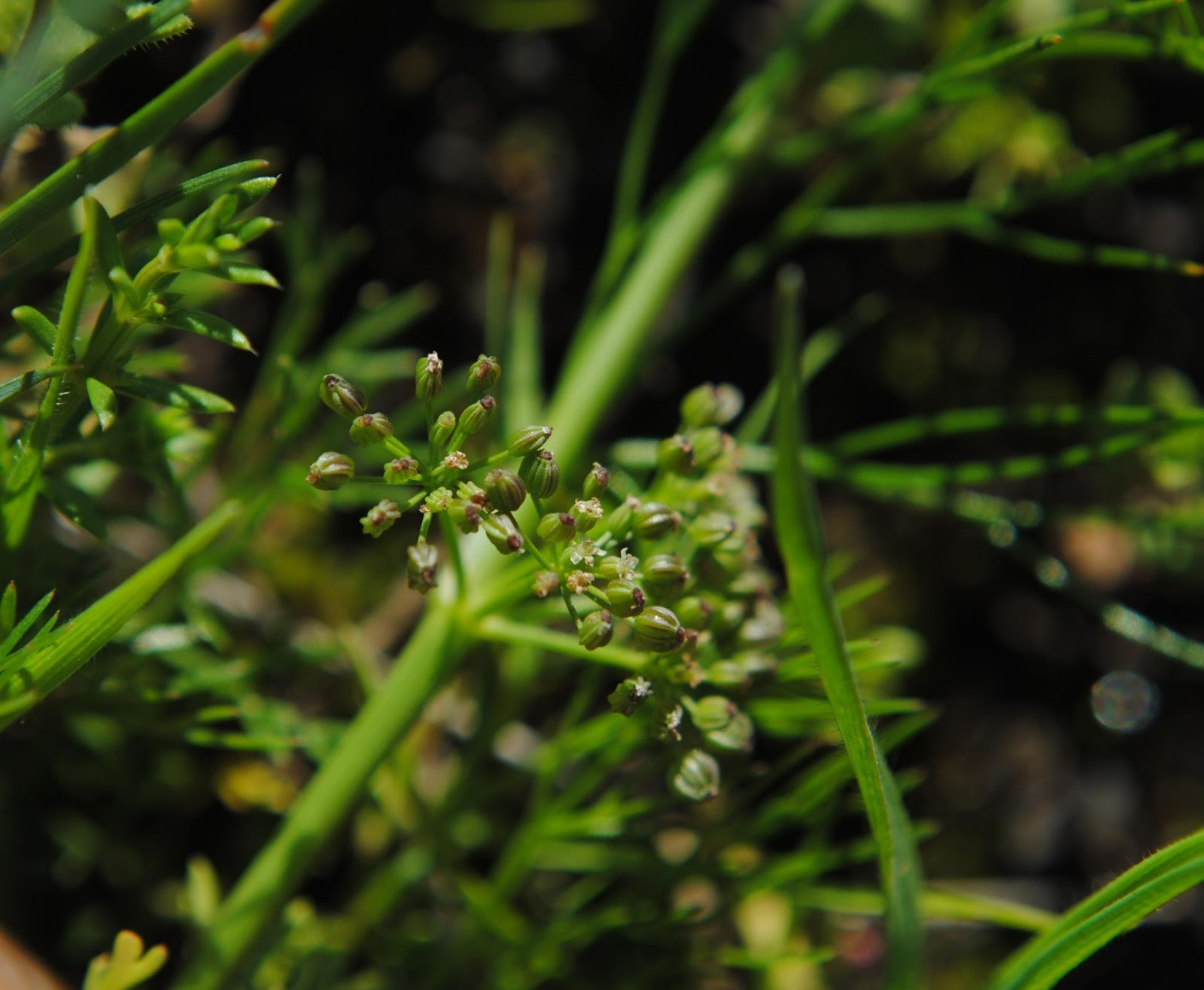